# Distrito Escolar de la Ciudad de Anaheim

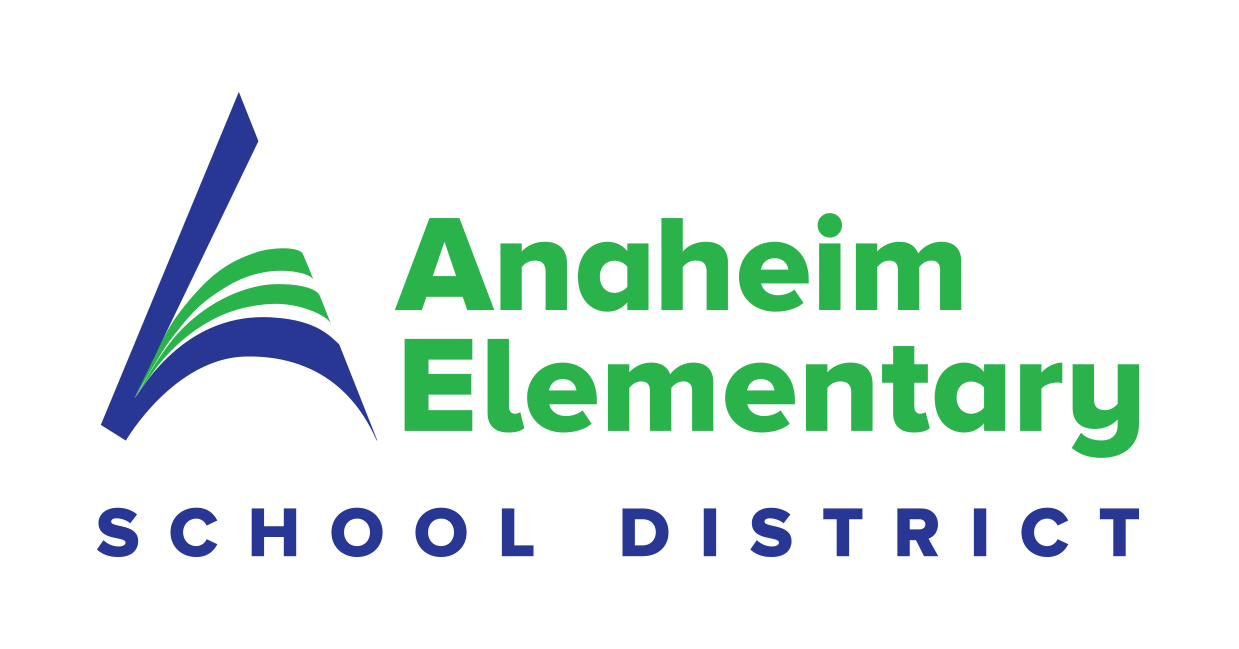
Logotipos de distritos escolares en Estados Unidos, Distritos escolares en California.

El Distrito Escolar de la Ciudad de Anaheim (Anaheim City School District) es un distrito escolar de California. Tiene su sede en Anaheim. El distrito gestiona 24 escuelas primarias.

## Escuelas
- Barton Elementary School
- Edison Elementary School
- Franklin Elementary School
- Gauer Elementary School
- Guinn Elementary School
- Henry Elementary School
- Jefferson Elementary School
- Juarez Elementary School
- Lincoln Elementary School
- Loara Elementary School
- Madison Elementary School
- Mann Elementary School
- Marshall Elementary School
- Olive Street Elementary School
- Orange Grove Elementary School
- Palm Lane Elementary School
- Ponderosa Elementary School
- Price Elementary School
- Revere Elementary School
- Roosevelt Elementary School
- Ross Elementary School
- Stoddard Elementary School
- Sunkist Elementary School
- Westmont Elementary School